# Nikolaus Dzierzgowski

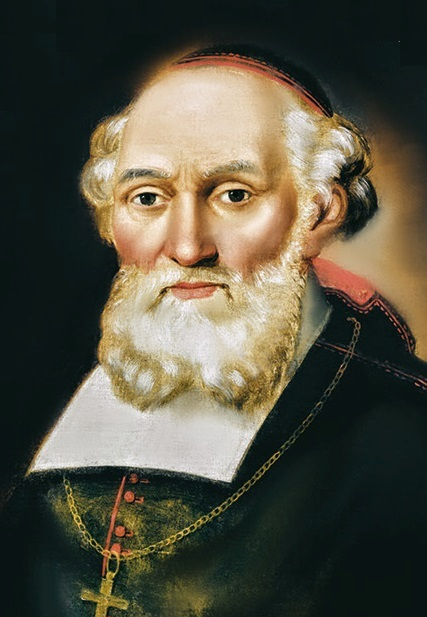
Erzbischof Nikolaus Dzierzgowski, Primas Poloniae (Bild vermutl. 18. Jh.)

Nikolaus III. Dzierzgowski (polnisch Mikołaj Dzierzgowski; † 19. Januar 1559 in Łowicz, Königreich Polen) war Bischof von Kamieniec 1541–1542, Chełm 1542–1543, Włocławek 1543–1545 und Erzbischof von Gnesen 1546–1559.

## Leben
Nikolaus stammte aus einer Adelsfamilie. Er studierte an der Universität Krakau und wurde 1518 als königlicher Notar erwähnt. 1528 studierte er in Bologna Rechtswissenschaft.
1541 wurde Nikolaus zum Bischof von Kamieniec in Podolien geweiht, 1542 zum Bischof von Chełm und 1543 zum Bischof von Włocławek in Kujawien. Bereits in dieser Zeit ging er gegen reformatorische Bestrebungen in seiner Diözese vor, so 1544 gegen den Danziger Reformator Pankratius Klemme.
1546 wurde Nikolaus Dzierzgowski zum Erzbischof von Gnesen ernannt und damit zugleich zum Primas von Polen erhoben. Er trat für eine anti-habsburgische polnische Politik ein. Nikolaus verurteilte auch die nicht kirchenrechtlich vertretbare Beziehung von König Sigismund II. August mit der Adligen Barbara Radziwiłł, vollzog aber letztendlich nach Intervention des Papstes die Eheschließung der beiden im Jahre 1550. 1552 weihte er den Lebuser Bischof Johann Horneburg, 1555 den Erzbischof Felix von Lemberg.
Erzbischof Nikolaus organisierte um 1555 eine Versammlung des Adels und des Klerus in Warschau mit und leitete die Synode von Łowicz 1556, die wichtige Beschlüsse gegen die protestantische Häresie und den Hostienfrevel der Juden in Sochaczew fasste, in Umsetzung der Beschlüsse des Konzils von Trient.
Nikolaus entwarf maßgeblich das Edikt vom 13. Januar 1557, das König Sigismund II. August gegen die protestantischen Strömungen in Polen erließ.
Am 19. Januar (22. Februar?) 1559 starb er in Łowicz und ist im Gnesener Dom beigesetzt.